# Lough Gill
Lough Gill (en irlandais : Loch Gile signifiant lac lumineux ou lac radieux) est un lac d'eau fraîche, principalement situé dans le comté de Sligo mais partiellement dans celui de Leitrim, en Irlande. Le lac est mentionné dans la poésie de William Butler Yeats.
Lough Gill, avec le district voisin de Calry, forment une scène grandiose.
En 1836, Thomas O'Connor, chargé de la surveillance du territoire, remarque que les gens disent : « Connacht est le Grianán de l'Irlande, Cairbre est le Grianán de Connacht, Calry est le Grianán de Cairbre et la colline est le Grianán de Calgaich.» Gríanán signifie endroit ensoleillé et sous-entend un lieu d'une grande beauté naturelle.
La colline de Grianán se trouve sur le rivage est de Lough Gill.

## Situation et environnement
Lough Gill fait environ 8 km de long et 2 km de large. L'ensemble du système de Lough Gill comprend la rivière Bonet qui se déverse dans le lac à son extrémité est et la rivière Garavogue qui lui sert d'exutoire à l'ouest, près de Sligo.
Le lac est entouré d'espaces boisés : Slish Wood, Dooney Rock et Hazelwood. Ils contiennent tous des chemins de randonnée populaires et conduisent à des points de vue tout le long du parcours. Les collines boisées de Slieve Killery et Slieve Daean surplombent le rivage sud.
C'est un site apprécié pour l'observation des oiseaux.

## Flore et faune
Lough Gill dispose d'un micro climat unique. Il est renommé pour son nombre élevé d'espèces rares animales ou végétales. Sa candidature comme Zone spéciale de conservation '(en) SAC (Area of Special Conservation)' a été déposée pour trois habitats listés dans l'Annexe I de la directive habitats de l'Union Européenne, incluant les forêts primitives de chênes, les forêts alluviales et le lac naturellement eutrophique. Ces habitats sont mentionnés dans la directive de l'Union Européenne.
Les eaux de Lough Gill et son ensemble sont l'objet d'une migration très précoce des saumons au printemps.
Des forêts mixtes ont constitué l'essentiel de la végétation  du secteur  depuis 4 600 ans av. J.-C. jusqu'à au moins 1400. Le Pin sylvestre  a été la principale essence jusqu'en 3 400 av. J.-C.
Dans une étude scientifique, on a trouvé du pollen d'Arbousier (Arbutus unedo), à Slish Lake datant des années 100, ce qui en fait une espèce native du lieu.
Les bois entourant le lac sont surtout formés de chênes (Quercus spp.), sorbiers (Sorbus aucuparia) et de saules (Salix spp.).
Les rives du lac accueillent les spécimens poussant le plus au nord au monde du rare Arbousier méditerranéen ((en) Mediterranean Strawberry tree) (Arbutus unedo). C'est un petit arbre toujours vert de la famille des Éricacées Ericaceae, qui, en Irlande peut atteindre la taille d'un arbre, allant jusqu'à 15 mètres. Son nom irlandais est Caithne.
Plusieurs espèces de plantes rares poussent sur le rivage du lac : Monotrope sucepin '((en) Yellow Bird's-nest)' (Monotropa hypopitys), Alchémille bleuâtre '((en) Lady’s Mantle)' (Alchemilla glaucescens), Orobanche du lierre '((en) Ivy Broomrape)' (Orobanche hederae), tamier commun ou herbe aux femmes battues '((en) Black Bryony)' (Tamus communis), Pyrole moyenne ((en) Intermediate Wintergreen) (Pyrola media) et Néottie nid d'oiseau '((en) Bird's-nest Orchid' (Neottia nidus-avis).
Il abrite aussi des espèces rares ou protégées : Lamproie marine  (Sea Lamprey), Lamproie de rivière (River Lamprey), Lamproie de Planer (Brook Lamprey), Écrevisse à pattes blanches (White-clawed Crayfish), Saumon atlantique (Atlantic Salmon) et Loutre d'Europe ((en) Otter).
Une petite colonie de sternes communes se reproduit sur les îles du lac (20 couples en 1993). On y trouve également des martins-pêcheurs '((en) Kingfisher)'.

## Îles
Le lac abrite une vingtaine d'îles dont Innisfree, rendue célèbre par William Butler Yeats.
Church Island et Beezie's Island  sont inhabitées depuis 1951.

## Mythologie
Le "Dissensus"  métrique ((en) Metrical Dinnsenchus) raconte la naissance du lac et comment son nom lui a été donné.
(en)"Bright Gile, Romra's daughter, to whom every harbour was known, the broad lake bears her name to denote its outbreak of yore.
The maiden went, on an errand of pride that has hushed the noble hosts, to bathe in the spray by the clear sand-strewn spring.
While the modest maiden was washing in the unruffled water of the pool, she sees on the plain tall Omra as it were an oak, lusty and rude.
Seeing her lover draw near, the noble maid was stricken with shame: she plunged her head under the spring yonder: the nimble maid was drowned.
Her nurse came and bent over her body and sat her down yonder in the spring: as she keened for Gile vehemently, she fell in a frenzy for the girl.
As flowed the tears in sore grief for the maiden, the mighty spring rose over her, till it was a vast and stormy lake.
Loch Gile is named from that encounter after Gile, daughter of Romra: there Omra got his death from stout and lusty Romra.
Romra died outright of his sorrow on the fair hill-side: from him is lordly Carn Romra called, and Carn Omra from Omra, the shame-faced
[gap: extent: two lines]
Loch Gile here is named from Gile, Romra's daughter.".
Le lac tire son nom de la fille de Romra : la brillante Gile, "Bright Gile".
Carn Romra et Carn Omra sont les noms de deux grands cairns néolithiques surplombant le lac.
Sliabh Dhá Éan est aussi associé au mythe.

## Histoire
Vers les Ve siècle et VIIIe siècle, le site était occupé par une branche des Cálraighe. Le château de Parke, une maison fortifiée sur le rivage nord, a été construit au début du XVIIe siècle par le capitaine Robert Parke à un endroit où se trouvait déjà une première tour du royaume de Breifne ((en)- Kingdom of Breifne Uí Ruairc, des clans irlandais. Le clan Uí Ruairc a régné sur le secteur depuis  à peu près le XVIIe siècle jusqu'à l'époque d'Oliver Cromwell.
Les deux plus grandes îles  de Lough Gill, appelée Church Island (ou Inis Mór), et Cottage Island, abritent chacune des ruines de bâtiments religieux. Un premier vestige chrétien se trouve sur Church Island et appartenait aux O' Rourke, rois de Bréifne.
Saint Loman aurait fondé l'église.
En 1416, d'après les Annales, l'église d'Inis Mor a été brûlée. Le Screaptra O Curnin et le Leabhar Gearr des O' Curneens, comme d'autres objets précieux, ont aussi été brûlés.
La construction est ovale, ses fenêtres sont en forme de meurtrières, elle présente un renfoncement à une extrémité. Près de la porte, une cavité dans un rocher s'appelle le « Lit de la lady », 'Lady's Bed'. C'était un lieu fréquent de pèlerinages pour les femmes enceintes. Saint Loman, fêté le 4 février, est mentionné dans le Martyrologe de Tallaght.
La ruine du Cottage ou l'île Gallagher appartenait à l'église de Kilross, de la paroisse de Riverstown qui est aujourd'hui propriété des prémontrés de Trinity Island sur Loch Ce.

### Annales
En 1196, Congalach, le fils de Farrell O'Rourke, est tué par les hommes de Lúighne, sur la montagne de Slieve-da-én (Montagne des deux oiseaux).
En 1346, une guerre éclate entre les O'Rourke, i.e. Ualgarg et Rory, le fils de  Cathal O'Conor. Un affrontement a lieu à Calry-Lough-Gill. O'Rourke est mis en déroute, ses sbires sont tués, i.e. Mac Buirrce, Mac Neill Cam avec leurs gens. O'Rourke est poursuivi par Rory O'Conor et le clan des Clann-Donough. Il est alors tué par Mulrony Mac Donough. Sa mort fut lamentable.
Au XVIIe siècle, le lac est rattaché à la maison des Hazelwood, de Sligo .

## Aménagements et évènements
Le lac accueille l'épreuve de natation de 10 km organisée par l'Hospice du nord-ouest de Sligo. Cette collecte de fonds annuelle a commencé en 2011, glanant plus de 34,000 €.
Le premier homme à avoir réussi la traversée de la Manche, Captain Matthew Webb, s'est entraîné dans le lac. Il était ami  du grand-père de Yeats qui vivait dans les environs.[réf. nécessaire]

## Galerie

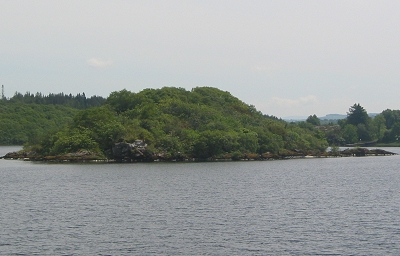
Innisfree.
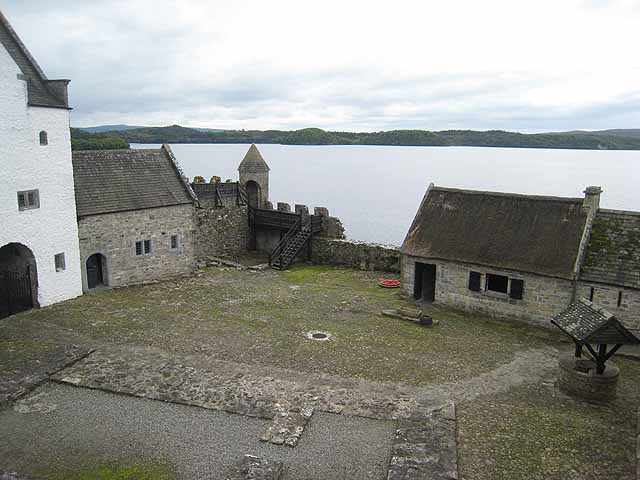
Château de Parke et Gill.
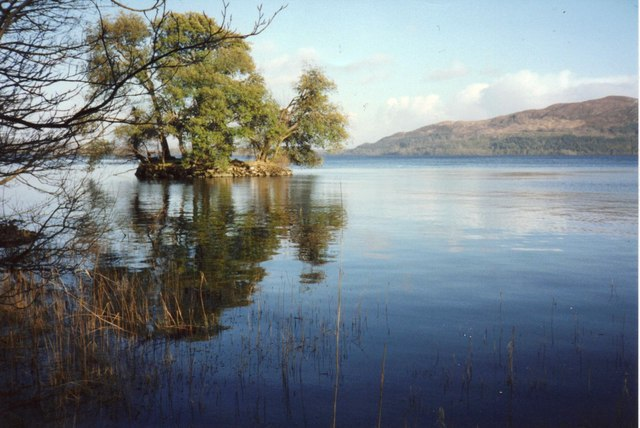
Green Island, Lough Gill, avec la montagne Kilkenny en arrière.
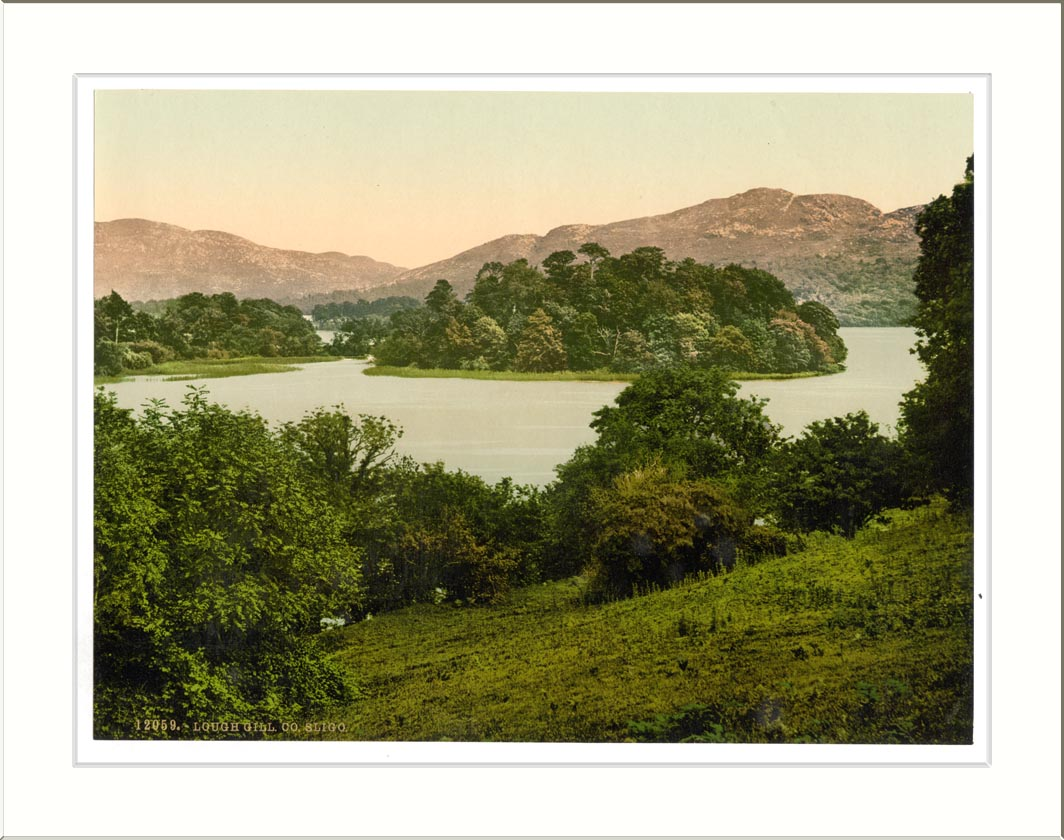
Lough Gill, circa 1900
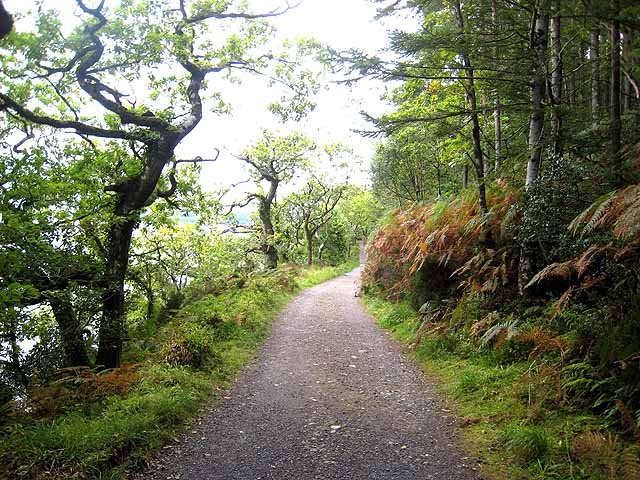
Chemin forestier à Slish Wood.